# Abu Mašar
‎Džafar Ben Mohamed ben al-Balhi Abalači Abu Mašar (latinsko Albumasaris), arabski astronom in filozof, * 787, Balh (ali tudi Bagdad), Afganistan, † april 886, Vasit (Wasit), Irak.

## Življenje in delo
Abu Mašar je bil verjetno star preko sto let. Živel je predvsem v Bagdadu. Nekatera njegova dela so ohranjena v rokopisu. Njegov uvod v astrologijo al-Madhal al-kabir so v 13. stoletju dvakrat prevedli v latinščino.
Njegovo astronomsko delo Uvod v astronomijo (Kitab al-madkhal ila ilm ahkam al nujum) je okoli leta 1140 prevedel Herman Koroški, tiskana pa je izdaja z naslovom Liber introductorius in astronomiam Albumasaris (Albumasarin) Abalachii (Alabachii) (Augusta Vindelicorum (Augsburg) 1489 ter Benetke 1495 in 1506). To delo je neodvisno od Hermana leta 1133 prevedel Ivan Seviljski. Delo vsebuje probleme iz grške filozofije, arabske astronomije in vzhodnjaške astrologije. Prevod Hermana Koroškega je bil obširnejši in manj dobeseden od Janezovega.
Amir Kušrav (Khusrav) omenja, da je Abu Mašar prišel v Benares (Varanasi) in tam deset let študiral astronomijo.
Abu Mašar je vplival na večino andaluzijskih astronomov, ki so se ukvarjali tudi z astrologijo. Razvil je planetarni model, ki so ga nekateri tolmačili kot heliocentričnega. To je zaradi tega, ker je kroženja planetov opisal s heliocentričnimi in ne geocentričnimi prijemi. To je edino možno v heliocentričnem modelu. Njegovo delo o planetarni teoriji ni preživelo, njegove astronomske podatke pa sta kasneje zapisala al-Hašimi (Hashimi) in al-Biruni.